# بوشيني شائع
بوشيني شائع (الاسم العلمي: Puccinia vulgaris) هو نوع من الفطريات يتبع جنس البوشيني من فصيلة البوشينية.